# Jungiella acuminata
Jungiella acuminata är en tvåvingeart som beskrevs av Szabo 1960. Jungiella acuminata ingår i släktet Jungiella och familjen fjärilsmyggor. Inga underarter finns listade i Catalogue of Life.